# Erving (Massachusetts)
Pour les articles homonymes, voir Erving.
Erving est une ville du Comté de Franklin dans l’État du Massachusetts.
Elle a été incorporée en 1838.
Sa population était de 1 665 habitants en 2020.